# Methia trium
Methia trium är en skalbaggsart som beskrevs av Gilmour 1968. Methia trium ingår i släktet Methia och familjen långhorningar.
Artens utbredningsområde är:
- Aruba.
- Bonaire.
- Curaçao.

Inga underarter finns listade i Catalogue of Life.